# Casa Catalana de Saragossa
La Casa Catalana de Saragossa té el seu origen l'any 1963, amb motiu de les inundacions del Vallès. Al costat d'altres poblacions, Saragossa es va mobilitzar per tal d'ajudar els damnificats. A través de Radio Zaragoza es va organitzar una recollida de diners. D'aquella iniciativa un grup de catalans a Saragossa es va plantejar unir-se per fundar un Casal (uns anys abans Saragossa ja havia tingut una seu dels catalans residents, que per motius diversos havia tancat).
La Casa han tingut diferents seus: al Passeig Fernando el Católico, al carrer Panamá i al carrer Escosura, on la Casa ha assolit una certa estabilitat. Cada any s'hi celebren la Diada Nacional de Catalunya i la Diada de Sant Jordi. A més, la Casa organitza conferències, concerts, exposicions i altres activitats.
El dia 13 d'abril de 2010, el Govern va fer públic el decret mitjançant el qual distingia amb la Creu de Sant Jordi a 32 personalitats i 13 entitats, entre les quals la Casa Catalana de Saragossa.